# Бекство из собе 2: Без излаза
Бекство из собе 2: Без излаза (енгл. Escape Room: Tournament of Champions), у дословном преводу Бекство из собе 2: Турнир шампиона, амерички је психолошки хорор филм из 2021. године, режисера Адама Робитела, са Тејлор Расел, Логаном Милером, Холанд Роден, Инђом Мур и Томасом Кокерелом у главним улогама. Наставак је филма Бекство из собе (2019), а Тејлор Расел и Логан Милер се враћају у своје улоге Зои Дејвис и Бена Милера, јединих преживелих из претходног дела.
Познат је по томе што има две верзије које се у потпуности разликују по причи. У првој верзији, која је приказана у биоскопима, Дебора Ен Вол се враћа у улогу Аманде Харпер из претходног дела, док је њен лик у потпуности искључен из верзије на ДВД-ју. У тој верзији, споредне улоге тумаче Изабел Ферман и Џејмс Фрејн, који се појављују ћерка и отац који стоје иза стварања свих соба.
Премијера је приказана 1. јула 2021. у дистрибуцији продукцијске куће Sony Pictures Releasing. Добила је помешане оцене критичара, као и свој претходник.

## Радња
Након што су успешно побегли из собе коју је створила корпорација Минос, Зои и Бен, једини преживели из претходног дела, одлучују да отпутују за Њујорк, пошто верују да су пронашли праве организаторе ових смртоносних игара. Међутим, њих двоје се, заједно са још четворо победника претходних игара, налазе у новој соби за бекство.

## Улоге
| Глумац          | Улога         |
| --------------- | ------------- |
| Тејлор Расел    | Зои Дејвис    |
| Логан Милер     | Бен Милер     |
| Дебора Ен Вол   | Аманда Харпер |
| Холанд Роден    | Рејчел Елис   |
| Инђа Мур        | Брајана Колер |
| Томас Кокерел   | Нејтан        |
| Карлито Оливеро | Тео           |
| Изабел Ферман   | Клер          |
| Џејмс Фрејн     | Хенри         |
| Тања ван Гран   | Соња          |